# Deuxième bataille du bois du Moulin-aux-Chèvres
Guerre de Vendée
Batailles
La bataille du bois du Moulin-aux-Chèvres, lieu parfois confondu avec la commune de Moulins à côté de Châtillon-sur-Sèvre aujourd'hui Mauléon à laquelle elle est maintenant rattachée, se déroule lors de la guerre de Vendée sur le territoire de la commune de Nueil-sous-les-Aubiers (aujourd'hui Nueil-les-Aubiers) sur l'ancienne voie reliant Châtillon-sur-Sèvre à Bressuire et à mi-chemin entre ces deux villes.

## Déroulement
Suivant le plan de Canclaux, le 9 octobre 1793, le général Alexis Chalbos quitte Bressuire où trois divisions avaient été réunies, et prend la route de Châtillon avec 11 000 hommes. Lescure qui n'avait que 4 000 soldats à lui opposer demande l'aide de La Rochejaquelein et de Stofflet mais ceux-ci ne peuvent rassembler que 2 000 hommes.
Les Vendéens tentent une nouvelle fois de protéger leur « capitale[Laquelle ?] », mais presque deux fois inférieurs en nombre, ils paniquent lorsque la cavalerie de Westermann les prend de flanc.
Les Républicains s'emparent ensuite de Châtillon (aujourd'hui Mauléon) puis incendient tout le pays environnant.